# Lilia Izquierdo
Pour les articles homonymes, voir Izquierdo.
Lilia Izquierdo Aguirre, née le 10 février 1967 à La Havane, est une joueuse de volley-ball cubaine.

## Palmarès
- Jeux olympiques
  -  Médaille d'or en 2000 à Sydney
  -  Médaille d'or en 1996 à Atlanta
  -  Médaille d'or en 1992 à Barcelone